# Строїнецька сільська рада (Тиврівський район)
| Строїнецька сільська рада — колишній орган місцевого самоврядування у Тиврівському районі Вінницької області з адміністративним центром у с. Строїнці. Сільській раді підпорядковані населені пункти: - с. Строїнці |

## Склад ради
Рада складається з 16 депутатів та голови.

## Керівний склад сільської ради
| ПІБ                          | Основні відомості                                            | Дата обрання | Дата звільнення |
| ---------------------------- | ------------------------------------------------------------ | ------------ | --------------- |
| Шушвар Михайло Володимирович | Сільський голова, 1949 року народження, освіта, безпартійний | 26.03.2006   | 31.10.2010      |
| Голодюк Василь Дмитрович     | Сільський голова, 1968 року народження, освіта вища          | 31.10.2010   |                 |

Примітка: таблиця складена за даними джерела